# Taśma-matka
Taśma-matka – jest to taśma magnetyczna, która zawiera gotowy zapis dźwiękowy powstały podczas sesji nagraniowej w studio nagraniowym. Po zakończeniu sesji nagraniowej taśmę tę odgrywa się, aby wyprodukować płytę kompaktową.

## Źródło
- Szkolna Encyklopedia, John Farndon, Wydawnictwo HarperCollins, polska edycja 1993, str. 180, ISBN 83-85943-47-6.